# حمام وراوی
حمام وراوی یکی از حمام‌های تاریخی استان فارس و ایران می‌باشد که در شهرستان مُهر شهرستانی است در استان فارس ایران. واقع شده است.
این حمام از دو فضای پنج ضلعی تشکیل شده است. مصالح به کار رفته در این حمام سنگ و ساروج است و پوشش سقف آن در هر بخش گنبدی شکل می‌باشد. این حمام متعلق به دوره قاجار می‌باشد.